# 蒙特塞克山脈

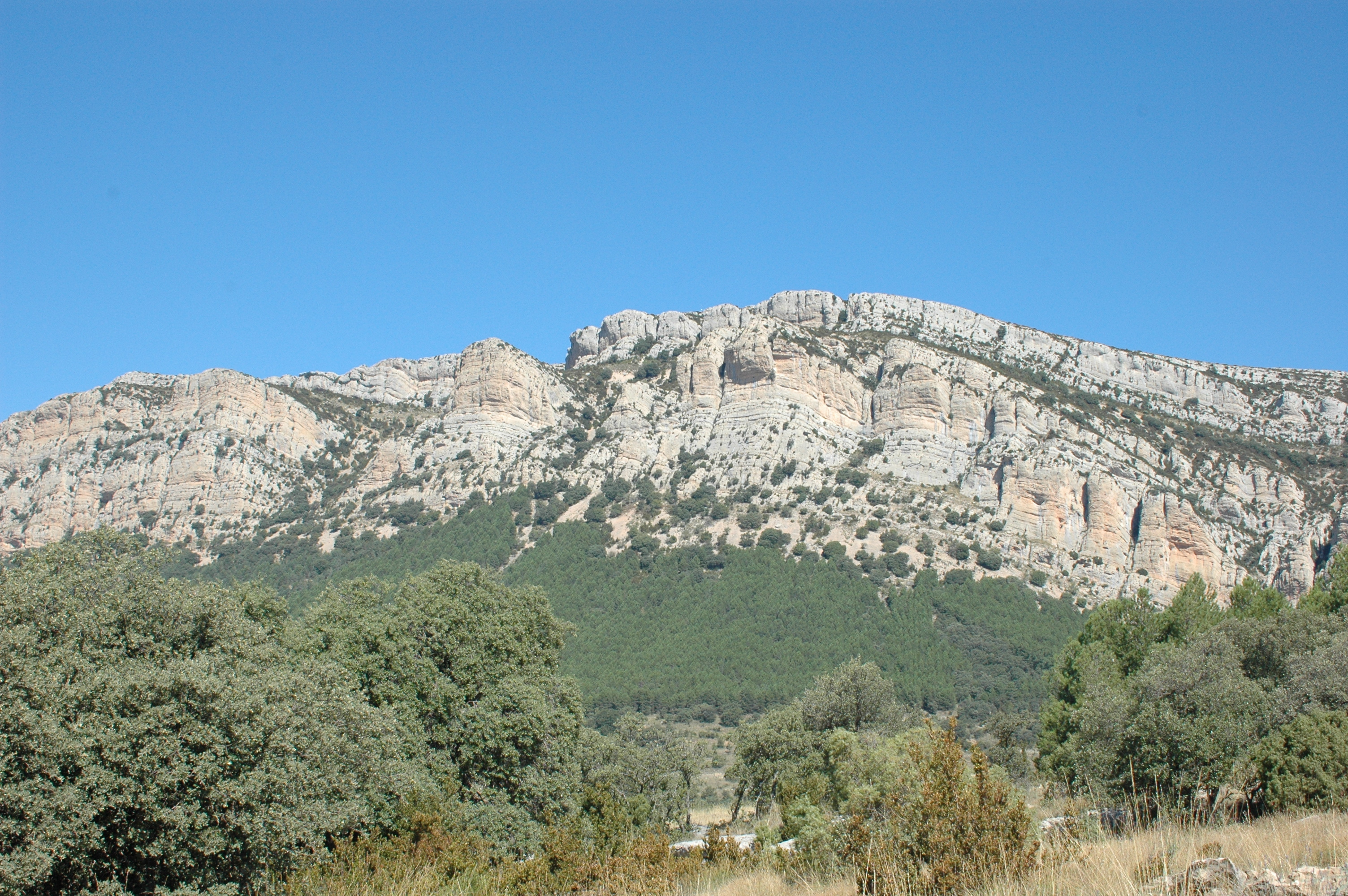

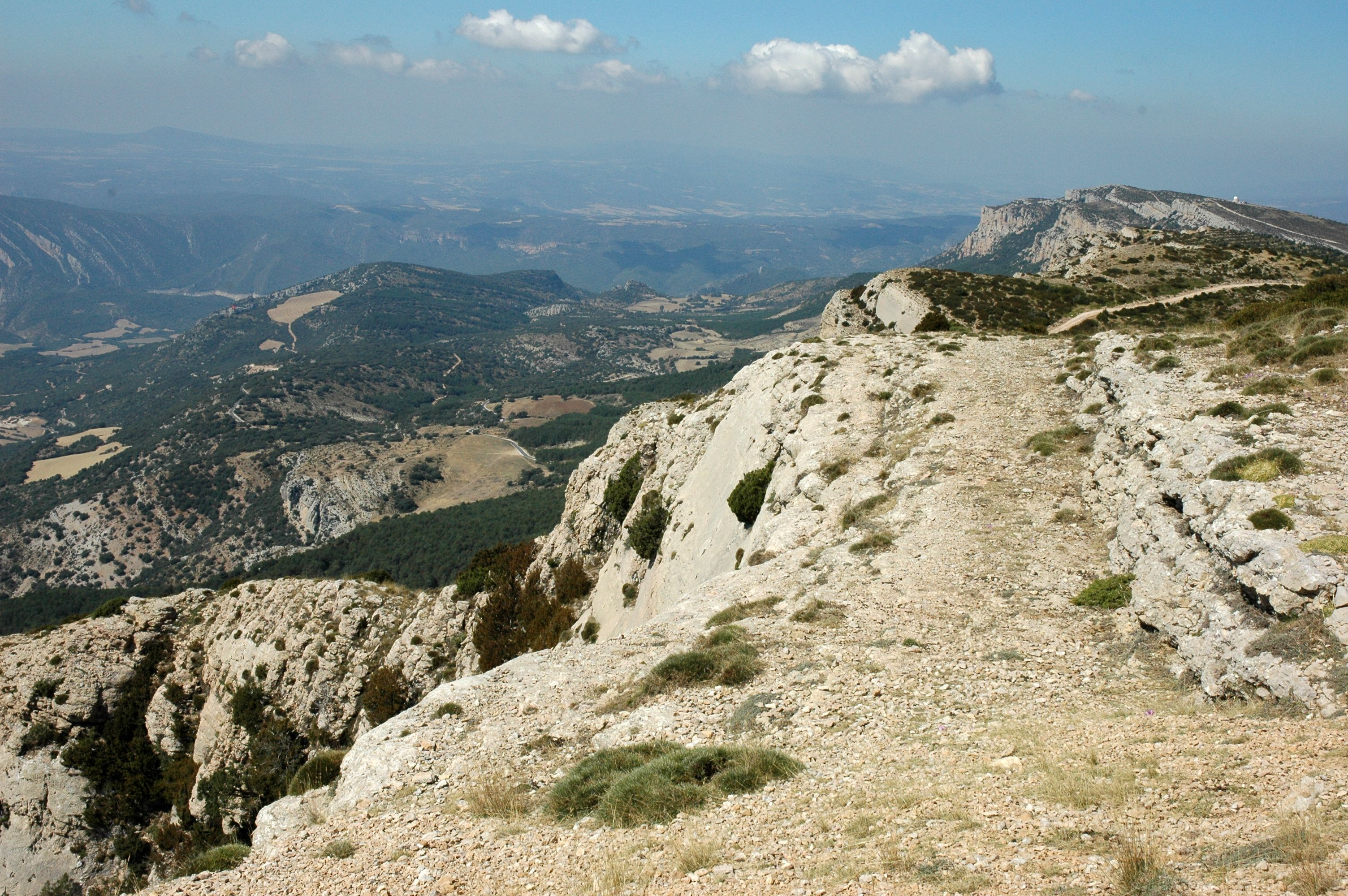

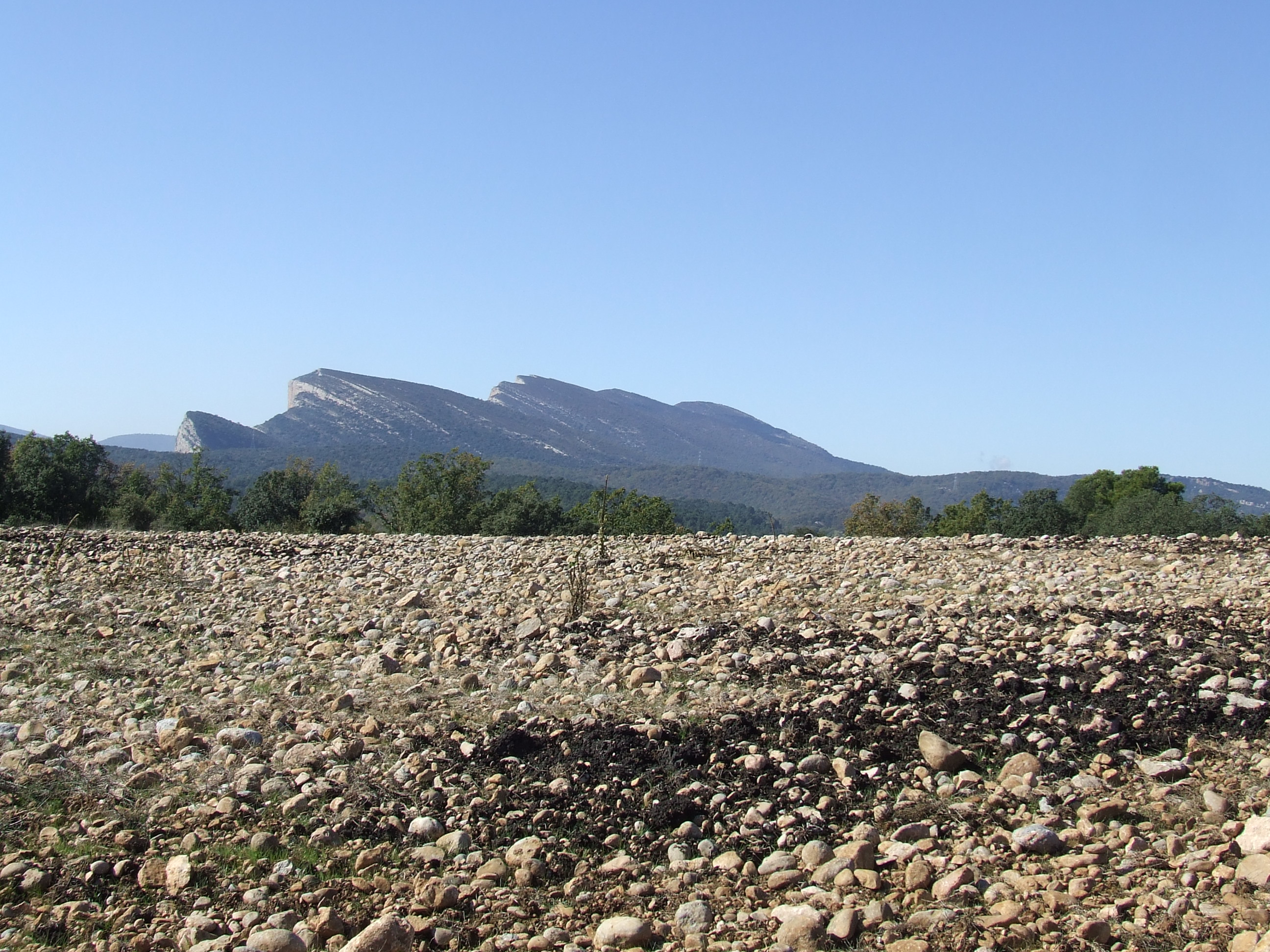

蒙特塞克山脈（加泰隆尼亞語發音：[ˈsɛrə ðəl munˈsɛk]）是西班牙的山脈，橫跨加泰隆尼亞和阿拉貢自治區，屬於前比利牛斯山山麓的一部分，長約40公里，面積186.96平方公里。